# California (Míchigan)
California es un área no incorporada ubicada en el condado de Branch en el estado estadounidense de Míchigan.

## Geografía
California se encuentra ubicada en las coordenadas 41°47′47″N 84°53′00″O / 41.79639, -84.88333.